# Mornico al Serio
Mornico al Serio är en ort och kommun i provinsen Bergamo i regionen Lombardiet i Italien. Kommunen hade 2 960 invånare (2018).